# Кастел'Анселмо
Кастел'Анселмо је насеље у Италији у округу Ливорно, региону Тоскана.
Према процени из 2011. у насељу је живело 234 становника. Насеље се налази на надморској висини од 96 м.